# Општина Петракиоаја (Илфов)
Петракиоаја (рум. Petrăchioaia) општина је у Румунији у округу Илфов.
Oпштина се налази на надморској висини од 77 m.